# Světový pohár v běhu na lyžích 1982/1983
Světový pohár v běhu na lyžích 1982/83 byl druhým ročníkem Světového poháru v běhu na lyžích pod záštitou Mezinárodní lyžařské federace (FIS). Muži i ženy odjeli celkem 10 závodů. Celkovými vítězi se stali Rus Alexandr Zavjalov a Finka Marja-Liisa Hämäläinenová.

## Výsledky závodů

### Muži
| No. | Datum             | Místo         | Závod | Vítěz                   | 2. místo                | 3. místo            | Ref. |
| 1   | 18. prosinec 1982 | Davos         | 15 km | Pål Gunnar Mikkelsplass | Tor Håkon Holte         | Jurij Burlakov      |      |
| 2   | 14. leden 1983    | Reit im Winkl | 15 km | Jan Ottosson            | Bill Koch               | Stefan Dotzler      |      |
| 3   | 10. únor 1983     | Sarajevo      | 15 km | Alexandr Zavjalov       | Juha Mieto              | Michail Devjatjarov |      |
| 4   | 12. únor 1983     | Sarajevo      | 30 km | Bill Koch               | Lars Erik Eriksen       | Jurij Borodavko     |      |
| 5   | 20. únor 1983     | Kavgolovo     | 50 km | Jan Lindvall            | Per Knut Aaland         | Jurij Burlakov      |      |
| 6   | 26. únor 1983     | Falun         | 30 km | Alexandr Zavjalov       | Thomas Wassberg         | Jan Lindvall        |      |
| 7   | 4. březen 1983    | Lahti         | 15 km | Alexandr Zavjalov       | Pål Gunnar Mikkelsplass | Asko Autio          |      |
| 8   | 12. březen 1983   | Oslo          | 50 km | Asko Autio              | Per Knut Aaland         | Gunde Svan          |      |
| 9   | 19. březen 1983   | Anchorage     | 15 km | Gunde Svan              | Tim Caldwell            | Bill Koch           |      |
| 10  | 27. březen 1983   | Labrador City | 30 km | Gunde Svan              | Alexandr Zavjalov       | Thomas Wassberg     |      |

### Ženy
| No. | Datum             | Místo         | Závod | Vítězka                   | 2. místo                  | 3. místo           | Ref. |
| 1   | 12. prosinec 1982 | Val di Sole   | 15 km | Květa Jeriová             | Marja-Liisa Hämäläinenová | Blanka Paulů       |      |
| 2   | 8. leden 1983     | Klingenthal   | 10 km | Brit Pettersenová         | Marie Risby               | Blanka Paulů       |      |
| 3   | 14. leden 1983    | Zadov         | 10 km | Brit Pettersenová         | Anne Jahrenová            | Blanka Paulů       |      |
| 4   | 10. únor 1983     | Sarajevo      | 5 km  | Blanka Paulů              | Anne Jahrenová            | Naděžda Šamakovová |      |
| 5   | 19. únor 1983     | Kavgolovo     | 30 km | Květa Jeriová             | Brit Pettersenová         | Anne Jahrenová     |      |
| 6   | 25. únor 1983     | Falun         | 10 km | Květa Jeriová             | Marja-Liisa Hämäläinenová | Brit Pettersenová  |      |
| 7   | 5. březen 1983    | Lahti         | 5 km  | Marja-Liisa Hämäläinenová | Raisa Smetaninová         | Brit Pettersenová  |      |
| 8   | 12. březen 1983   | Oslo          | 20 km | Brit Pettersenová         | Marja-Liisa Hämäläinenová | Anna Pasiarová     |      |
| 9   | 20. březen 1983   | Anchorage     | 10 km | Marja-Liisa Hämäläinenová | Brit Pettersenová         | Anne Jahrenová     |      |
| 10  | 27. březen 1983   | Labrador City | 10 km | Marja-Liisa Hämäläinenová | Blanka Paulů              | Brit Pettersenová  |      |

## Celkové pořadí
| Umístění | Lyžař                   | Země          | Body |
| -------- | ----------------------- | ------------- | ---- |
| 1.       | Alexandr Zavjalov       | Sovětský svaz | 122  |
| 2.       | Gunde Svan              | Švédsko       | 116  |
| 3.       | Bill Koch               | USA           | 114  |
| 4.       | Jan Lindvall            | Norsko        | 96   |
| 5.       | Thomas Wassberg         | Švédsko       | 94   |
| 6.       | Pål Gunnar Mikkelsplass | Norsko        | 85   |
| 7.       | Jurij Burlakov          | Sovětský svaz | 82   |
| 8.       | Vladimir Nikitin        | Sovětský svaz | 79   |
| 8.       | Nikolaj Zimjatov        | Sovětský svaz | 74   |
| 10.      | Andy Grünenfelder       | Švýcarsko     | 71   |

| Umístění | Lyžařka                   | Země           | Body |
| -------- | ------------------------- | -------------- | ---- |
| 1.       | Marja-Liisa Hämäläinenová | Finsko         | 144  |
| 2.       | Brit Pettersenová         | Norsko         | 136  |
| 3.       | Květa Jeriová             | Československo | 126  |
| 4.       | Blanka Paulů              | Československo | 121  |
| 5.       | Anne Jahrenová            | Norsko         | 114  |
| 6.       | Ljubov Ljadovová          | Sovětský svaz  | 87   |
| 7.       | Inger Helene Nybråten     | Norsko         | 80   |
| 8.       | Raisa Smetaninová         | Sovětský svaz  | 79   |
| 9.       | Anna Pasiarová            | Československo | 73   |
| 10.      | Marie Risby               | Švédsko        | 62   |